# Sinodontismo e sundadontismo
Il sinodontismo e il sundadontismo sono due tipologie di dentatura presenti in popolazioni diverse dell'Asia orientale e sudorientale. Questi due modelli sono stati identificati dall'antropologo Christy Turner all'interno del più grande "complesso dentale mongoloide". Il sundadontismo è considerato avere una morfologia più generalizzata, Australoide, e un'origine più antica del sinodontismo.
I prefissi sino- e sunda- si riferiscono alla Cina e al Sundaland, dove sono rispettivamente più comuni queste forme, mentre il suffisso -dont si riferisce ai denti.

## Descrizione
Turner ha trovato il modello sundadonte nei resti scheletrici dei giapponesi del periodo Jōmon e in popolazioni come aborigeni taiwanesi, filippini, indonesiani, thailandesi, borneani, laotiani e malesi. Al contrario, ha trovato il modello sinodonte nei cinesi Han, nei mongoli, nei siberiani, nei nativi americani e nei giapponesi del periodo Yayoi.
Il sinodontismo è un particolare modello di denti caratterizzati dalle seguenti caratteristiche:
- I primi due incisivi superiori non sono allineati con gli altri denti, ma sono ruotati di qualche grado verso l'interno e hanno la forma di una pala.
- Il primo premolare superiore ha una radice (mentre ad esempio il primo premolare superiore nei caucasoidi normalmente ha due radici) e il primo molare inferiore ha tre radici (mentre ha due radici nei caucasoidi).